# 昃臣中學
昃臣中學（英語：A. Y. Jackson Secondary School）是加拿大安大略省多倫多的一所9至12年級中學，於1970年由北約克教育局設立，現由多倫多公校教育局運營。該校以加拿大畫家、「七人畫派」成員之一A. Y. Jackson命名。

## 校史
該校於1970年由北約克教育局設立，初為10至13年級學校。1998年因北約克併入多倫多市，改由多倫多公校教育局運營。

## 學生
昃臣中學的學生群體較多元化，其中14%的學生僅在加拿大生活過五年或更短時間，約92%的學生通曉英語以外的語言。在2020年，14%的學生讀英才班，25%的學生出身於低收入家庭。2021年的學生總數為653人。

## 知名校友
- 劉憲華，歌手，演員[6]
- 艾力克斯·萊夫森，結他手，音樂人[7]

## 外部連結
- A. Y. Jackson Secondary School website （页面存档备份，存于）